# Merogymnoides
Merogymnoides is een geslacht van straalvinnige vissen uit de familie van kaakvissen (Opistognathidae).